# Aujac (Charente-Maritime)
Aujac – miejscowość i gmina we Francji, w regionie Nowa Akwitania, w departamencie Charente-Maritime.
Według danych na rok 1990 gminę zamieszkiwało 321 osób, a gęstość zaludnienia wynosiła 37 osób/km² (wśród 1467 gmin regionu Poitou-Charentes Aujac plasuje się na 696. miejscu pod względem liczby ludności, natomiast pod względem powierzchni na miejscu 901.).